# Yamaha YM2413

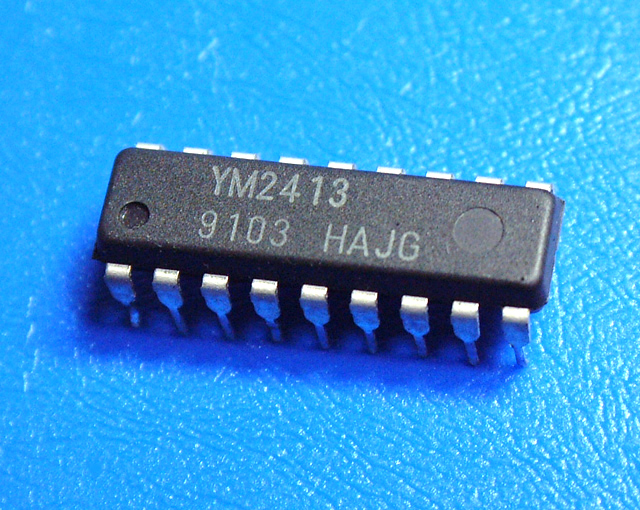
Микросхема Yamaha YM2413, год выпуска 1991

YM2413, также известная как OPLL (сокращение для FM Operator Type-LL) — электронный компонент, микросхема звукогенератора, разработанная компанией Yamaha в середине 1980-х годов. Наиболее известна по использованию в устройствах расширения звуковых возможностей стандарта MSX-Music для бытовых компьютеров стандарта MSX, и в качестве дополнительного синтезатора звука в игровой приставке Sega Mark III. Также применялась в ряде аркадных игровых автоматов, с 1987 по 1998 годы.
Сходное (но не идентичное) с YM2413 устройство FM-синтезатора также использовалось в игре Lagrange Point для игровой приставки Famicom. Эта игра использовала разработанную фирмой Konami микросхему управления расширенной памятью (маппер) Konami VRC7, содержащую также упомянутый FM-синтезатор.

## Описание
YM2413 является максимально удешевлённой версией микросхемы YM3812 (OPL2). Для снижения цены устройство и возможности микросхемы были значительно упрощены. Она позволяет использовать только один определяемый пользователем инструмент, а также имеет набор из 15 предопределённых при изготовлении инструментов, параметры которых не могут быть изменены пользователем. Также, количество возможных вариантов формы сигнала уменьшено до двух, а число управляющих регистров заметно снижено. Помимо этого, отсутствует схема сложения сигналов для смешивания выходных сигналов с разных каналов. Вместо неё используется метод разделения во времени. 9-разрядный ЦАП микросхемы выводит выходные значения всех каналов по очереди, а его выход обычно проходит через внешний аналоговый фильтр.
Набор из 15 предопределённых инструментов включает в себя следующие инструменты (согласно документации):
- 1 — скрипка
- 2 — акустическая гитара
- 3 — пианино
- 4 — флейта
- 5 — кларнет
- 6 — гобой
- 7 — труба
- 8 — орган
- 9 — горн
- 10 — синтезатор
- 11 — клавесин
- 12 — вибрафон
- 13 — синтезаторный бас
- 14 — акустический бас
- 15 — электрогитара

Названия тембров инструментов условные, отражающие их приблизительную похожесть на реальные инструменты. В действительности качество синтеза инструментов очень низкое, не обеспечивающее узнаваемости тембров, а также содержит высокий уровень шума.
Инструмент с номером 0 определяется пользователем. Любой из инструментов, включая пользовательский, может быть одновременно использован на нескольких каналах. Для каждого из каналов может быть назначена громкость (16 уровней) и высота (диапазон 8 октав) звучания.
Как и другие микросхемы серии OPL, YM2413 имеет режим 6-канального синтезатора с 5 предопределёнными ударными инструментами. Для этой микросхемы данный режим важен, так как одного пользовательского инструмента недостаточно для реализации ударных партий в музыке. Высота ударных инструментов в режиме 6-канального синтезатора не может быть изменена.
Набор ударных инструментов содержит следующие звуки, имитирующие инструменты ударной установки:
- басовый барабан (бочка)
- малый барабан
- том
- крэш
- хай-хэт

## Технические характеристики
- 9 каналов 2-х операторного синтеза
  - Также доступен режим 6-канального синтезатора плюс 5 ударных инструментов
  - Только один инструмент может быть определён пользователем
- Одна доступная форма сигнала генераторов (синусоидальная)
- Встроенный ЦАП
- Два раздельных выхода для мелодических и ударных инструментов